# Francesca Felipa de Montsoriu i Montpalau
Francesca Felipa de Montsoriu i Montpalau (València 1642 - 1709) fou una noble senyora pertanyent a l'aristocràcia valenciana, IV comtessa de Xestalgar i X baronessa d'Estivella, entre altres títols.

## Biografia
Filla de Josep de Montsoriu i de Maria de Montpalau, i neta de Baltasar de Montpalau, encarnava la unió patrimonial d'ambdós llinatges nobiliaris, els Montsoriu i els Montpalau. Es va casar el 1656 amb Joan Maties Vallterra, però quedà vídua al poc de temps, i el juny del 1665 va contraure segones núpcies amb el seu cosí Onofre Vicent Escrivà d'Íxer i de Montpalau, II comte de l'Alcúdia.
El 1664 havia mort sense fills son tio matern, Gaspar de Montpalau i Mussefi, II comte de Xestalgar, per la qual cosa aquest títol passà temporalment a sa mare, qui fou breument III comtessa de Xestalgar (1664 - 1666). El 1666 faltà sa mare, i Francesca Felipa heretà tots els dominis del vincle dels Montpalau, el més important dels quals era el comtat de Xestalgar.
Durant la guerra de Successió espanyola va patir nombrosos maldecaps, sobretot per la revolta de molts dels seus vassalls durant els anys 1705 i 1706, i pel fracàs del seu fill Baltasar com a virrei de Mallorca, qui va ser expulsat de l'illa pels austriacistes (1706). Després de la batalla d'Almansa (25 d'abril de 1707) va recuperar el control de les seues possessions. Francesca Felipa va morir el 7 de novembre del 1709 i fou succeïda pel susdit fill Baltasar.

## Variabilitat del nom
La variabilitat en els noms és pròpia de l'època i es trobava en funció dels documents, segons es referiren a uns o uns altres dominis. També cal assenyalar la penosa i forçada castellanització de l'antroponímia. A més a més, aquesta aristòcrata sovint signava afegint el cognom Centelles, llinatge del qual descendia i n'estava orgullosa; per això és freqüent trobar-la com a “Francisca Felipa de Monsoriu Mompalau y Centelles”.